# Échirolles
Échirolles je francouzská obec v departementu Isère a v regionu Auvergne-Rhône-Alpes. Má přibližně 37 tisíc obyvatel a rozlohu 7,9 km².

## Geografie
Leží jižně od Grenoble. Dalšími sousedními obcemi jsou Brié-et-Angonnes, Champagnier, Claix, Eybens, Jarrie, Le Pont-de-Claix, Seyssins a Bresson.

## Sport
Ve městě sídlí fotbalový klub Football Club d'Echirolles, který byl založen v roce 1949.

## Osobnosti
- Robert Varga (1941–2023), cyklista
- Sami Bouajila (* 1966), herec
- Gérald Hustache-Mathieu (* 1968), režisér
- Calogero (* 1971), zpěvák
- Mélissa Theuriau (* 1978), novinářka a televizní moderátorka
- David Di Tommaso (1979–2005), fotbalista
- Vincent Clerc (* 1981), hráč rugby
- Julien Brellier (* 1982), fotbalista
- David Lazzaroni (* 1985), skokan na lyžích
- Yoric Ravet (* 1989), fotbalista
- Coline Varcin (* 1993), biatlonistka
- Léa Coninx (* 1998), triatlonistka